# Église unie Chalmers-Wesley
L’église unie Chalmers-Wesley est une église protestante située dans le Vieux-Québec au 78 rue Sainte-Ursule.

## Histoire
Conçue par l'architecte John Wells pour l'Église presbytérienne libre du Canada, l'église a été construite de 1851 à 1853 et ouverte au culte le 6 mars 1853. Sa conception est d'inspiration néo-gothique.
En 1925, l'église fait partie de la nouvelle Église unie du Canada. En 1931, la congrégation de l'Église méthodiste wesleyenne voisine, qui faisait également partie de l'Église unie du Canada, fusionne avec l'Église unie Chalmers et est alors renommée Église unie Chalmers-Wesley.
Lors du 50e anniversaire de l'église en 1903, les balcons latéraux sont retirés pour une meilleure visibilité des vitraux. Le plancher est incliné et les bancs disposés en amphithéâtre.
En 1931, la fusion avec l'Église Wesley amène d'autres transformations. Le chœur est rénové , six vitraux de l'ancienne église Wesley sont installés entre 1895 et 1913 et s'joutent à deux vitraux de Chalmers. La presque totalité des vitraux sont l'œuvre de W.J. Fischer et fabriqués par l'atelier Léonard de Québec.
L’orgue a été fabriqué en 1890 par le facteur ontarien Warren. Il est situé dans le chœur. Il a bénéficié d'améliorations par Casavant Frères en 1912, puis par Guilbault-Thérien en 1985.

## Galerie

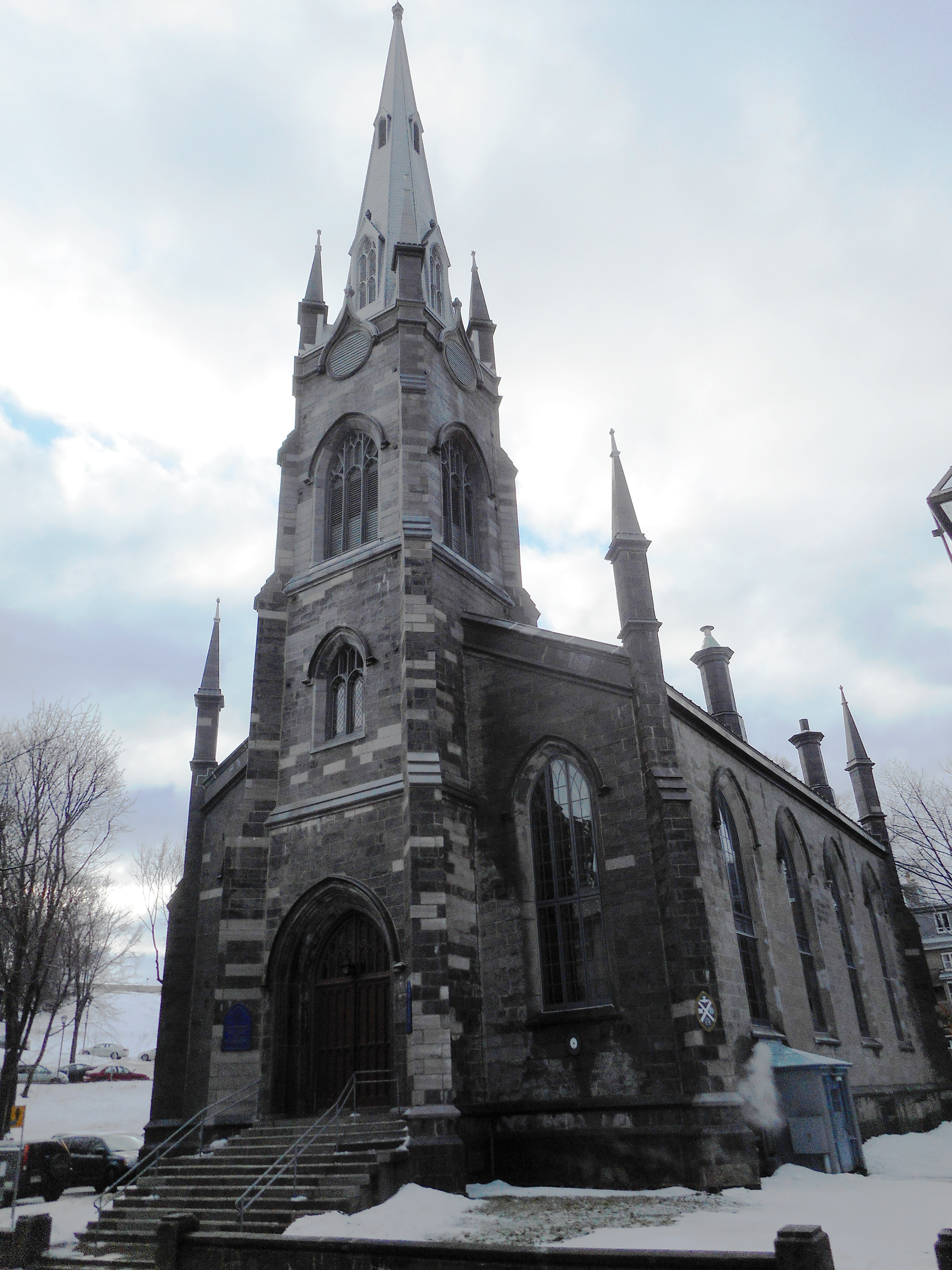
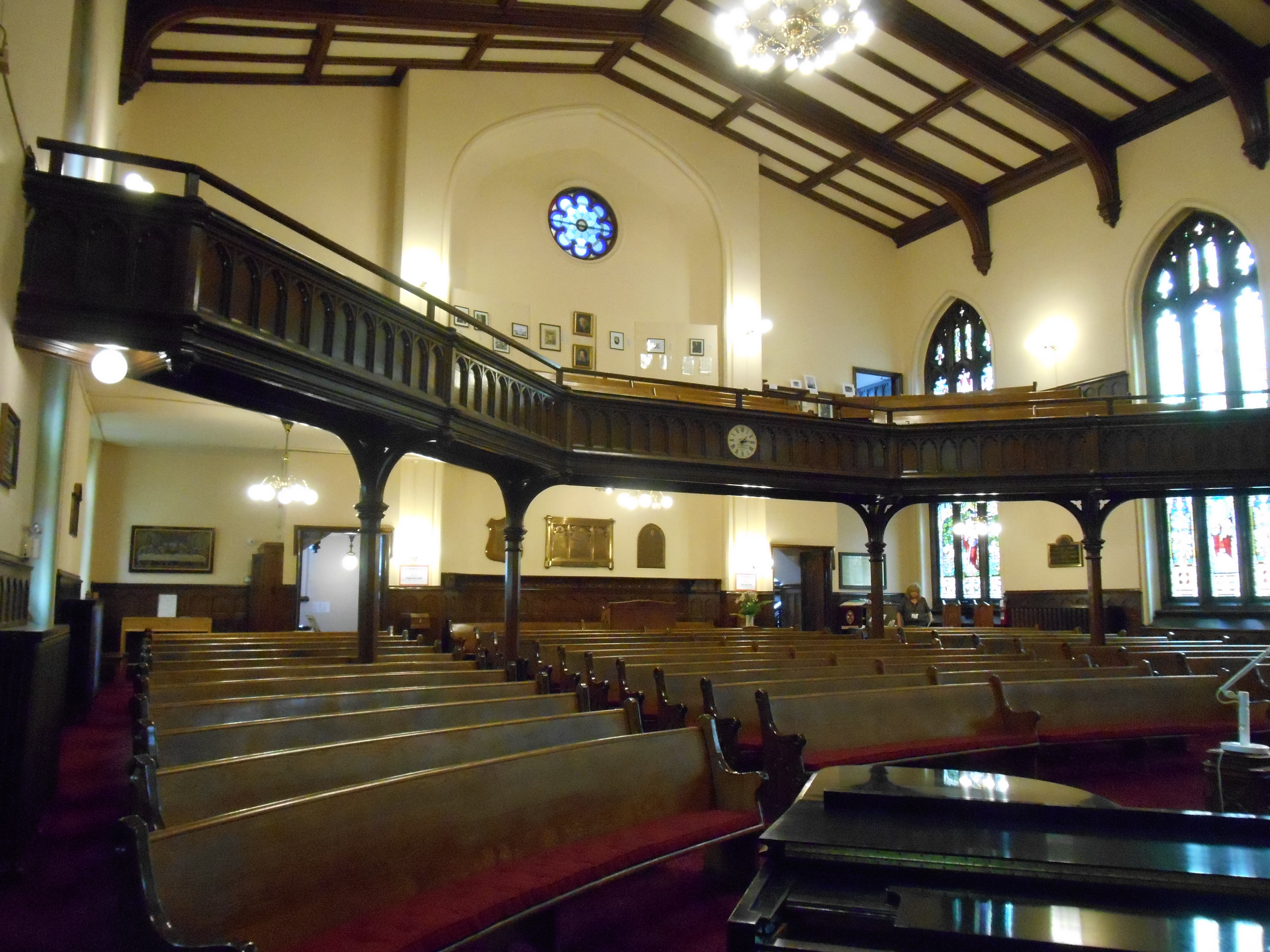
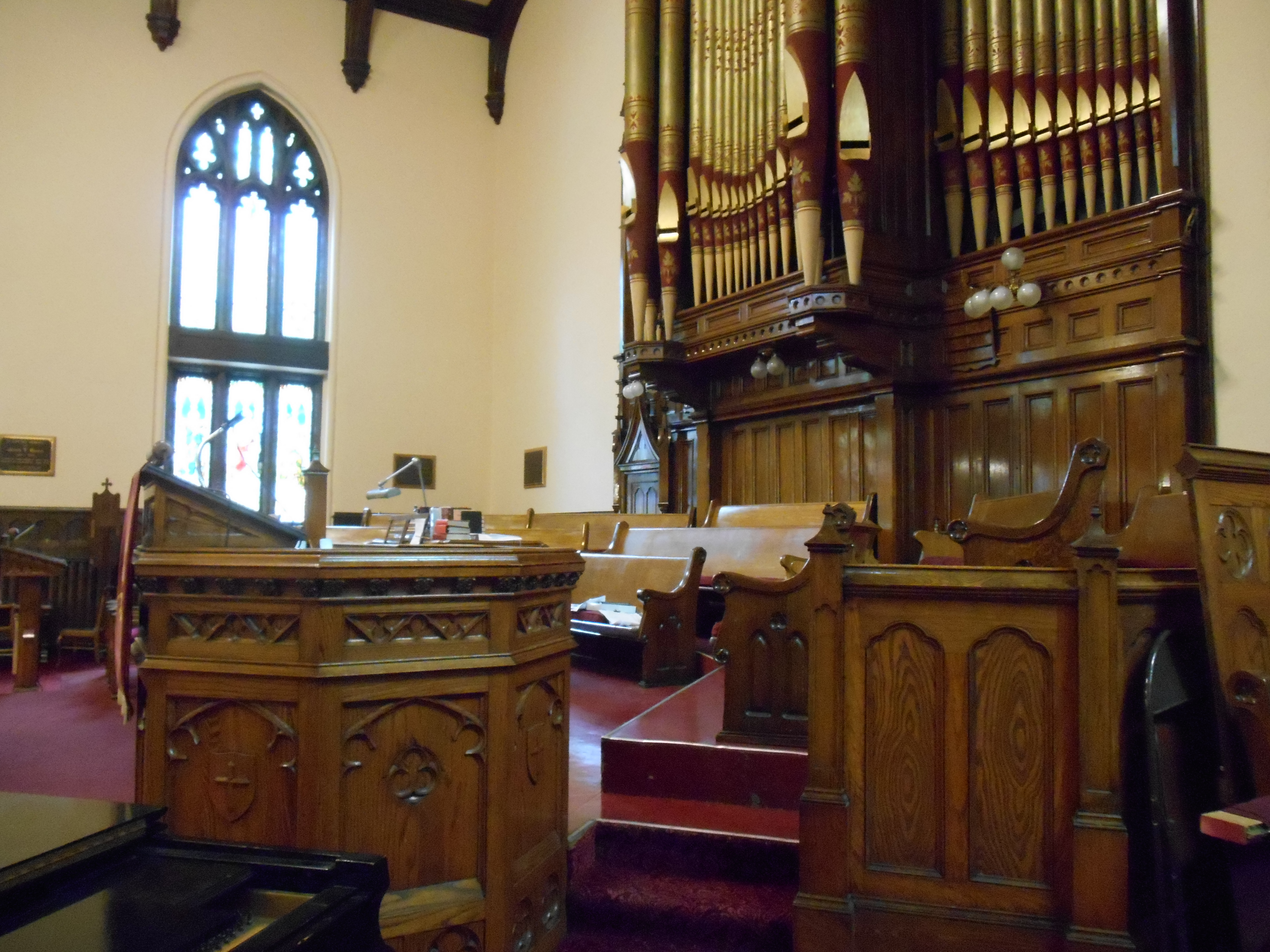
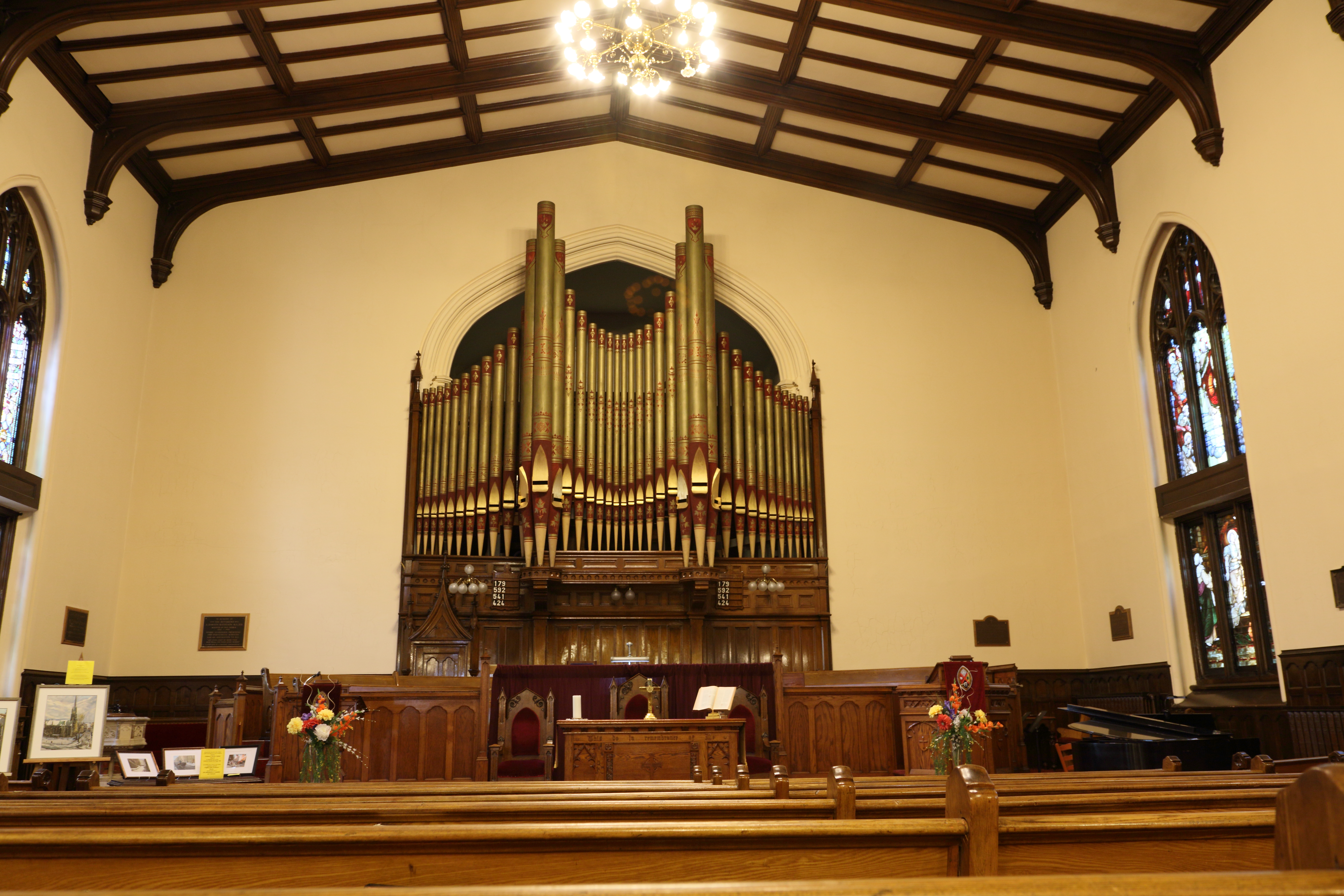